# Ramón Gómez
Ramón Gómez (Ballesteros (Córdoba), 28 de octubre de 1865 - Buenos Aires, 14 de abril de 1940) fue un político argentino, que ejerció como Ministro del Interior de su país y como Senador Nacional por la provincia de Santiago del Estero.

## Biografía
Era hijo de Fausto Gómez, hacendado y perteneciente a una familia de terratenientes y grandes empresarios carreteros y de Ignacia Ferreyra, descendiente de una tradicional familia cordobesa. Su hermano Juan Ramón Gómez fue diputado nacional  durante la primera Presidencia de Hipólito Yrigoyen por la provincia de Santa Fe, de donde la familia Gómez era originalmente oriunda. La ciudad de Cañada de Gómez debe su nombre a dicha familia, ya que su antepasado el capitán Miguel Gómez pobló hacia 1750 una de las primeras estancias de esa zona,[cita requerida] antes de afincarse en las provincias de Buenos Aires —en las proximidades de Tandil— y Córdoba.
Ramón Gómez hizo su bachillerato en el Colegio Nacional de Monserrat y luego estudió Derecho en la Universidad Nacional de Córdoba, recibiéndose de abogado con medalla de oro. 
Se radicó luego en la provincia de Santiago del Estero, donde actuó durante largos años en forma destacada en la política, tanto a nivel provincial como nacional. Se dedicó también a las faenas rurales en esa provincia y también en la provincia de Córdoba, donde poseía extensas tierras en su región sur -la Estancia El Fortín cerca de Noetinger- y en la provincia de Santa Fe.
Ramón Gómez contrajo matrimonio con Rosario Cornet Palacio Achával Castellanos, de antigua e ilustre familia,[cita requerida] con quien tuvo seis hijos, y quien era hija del Dr. Manuel Cornet Díaz, quien fuera Diputado Nacional en la Presidencia de Avellaneda, constituyente en Santiago del Estero y su primer Fiscal de Estado y hermana del también destacado político radical Pedro León Cornet Palacio, quien rechazó ser Ministro de Educación de Yrigoyen por su parentesco con Ramón Gómez, Ministro del Interior -su cuñado- no aceptando tampoco ser Ministro Plenipotenciario en Inglaterra por este motivo.
Ramón Gómez militó desde su juventud en las filas de la Unión Cívica Radical. En la revolución radical de 1905, siendo delegado del comité nacional, figuró en Córdoba con Delfor del Valle y José Camilo Crotto, con quienes vino expresamente de Buenos Aires para actuar con Pedro C. y Abraham Molina, el comandante Daniel Fernández, el doctor Aníbel Pérez del Viso y otros. Fue nombrado jefe de Policía de la ciudad de Córdoba por la junta revolucionaria del movimiento que resultó triunfante por muy breves horas.
Representando a la Provincia de Santiago del Estero integró el Comité Nacional del radicalismo durante más de diez años. Fue elegido vicepresidente del comité nacional de radicalismo y en 1916 fue designado presidente de la Convención Nacional del partido que proclamó la fórmula presidencial, formada por Hipólito Yrigoyen y Pelagio Luna.
Al asumir la presidencia Yrigoyen, Gómez fue nombrado Ministro del Interior.
Ramón Gómez llegó al Ministerio del Interior en un período de dificultades de todo orden. Su ministerio fue de orden, volviendo a la normalidad y legalidad a todas las provincias argentinas.
Durante su mandato dirigió la política de intervenciones federales  en todas las provincias gobernadas por los conservadores. El caudillo radical intervino la provincia de Buenos Aires por decreto del 24 de abril de 1917, la provincia de Corrientes por decreto del 23 de noviembre de 1917, la provincia de Mendoza por decreto del 24 de noviembre de 1917, la provincia de Córdoba por decreto, la provincia de La Rioja y la provincia de Santa Fe en diciembre; colocando en cada una de ellas a interventores radicales. Todas las intervenciones de su mandato fueron hechas por decreto, sin autorización del Senado. tuvo poca actuación en los tres hechos más resonantes de política interna ocurridas durante su mandato: las represiones de los hechos de la  Semana Trágica de 1919 y de la Patagonia rebelde en 1921, y la crisis desatada por el asesinato del gobernador de San Juan, Amable Jones.
Su actuación como ministro registra una actitud digna de ponderación al pronunciarse en la Cámara de Senadores, durante un debate al que había acudido en nombre del Poder Ejecutivo, contra el estado de sitio en circunstancias en que no estuviese justificado por conmoción interior de verdadera gravedad para el país.[cita requerida]
En los debates en que le correspondió intervenir en su carácter de Ministro, supo defender en forma brillante la opinión y proceder de su gobierno, justificando así las esperanzas del primer mandatario que le confiara tan difíciles y responsables tareas.
En 1922 su nombre fue lanzado para integrar la fórmula presidencial junto con Marcelo T. de Alvear. La famosa frase “del gobierno a casa” fue estrictamente aplicada al ministro del Interior, quien renunció la cartera en el mes de abril de ese año pero no pudo ser vicepresidente de la República. 
Más tarde Gómez fue elegido  Senador Nacional por Santiago del Estero. Tras una discusión en el recinto del Senado, donde partidarios de Yrigoyen pretendieron impedirle asumir su cargo, luego de una sólida defensa finalmente logró acceder al mismo.
Como miembro del Senado de la Nación presidió la Comisión de Guerra y Marina, y también puso de relieve las condiciones que lo destacaran y elevaran a un primer plano en el escenario político del país.
El enfrentamiento personal con el presidente y sus partidarios lo llevó a alinearse en la Unión Cívica Radical Antipersonalista, opositora a Yrigoyen, y que apoyó a su sucesor, Alvear. Ejerció el cargo de senador desde 1923 hasta el Golpe de Estado de septiembre de 1930.
Ramón Gómez se reconcilió posteriormente con Hipólito Yirigoyen, quien como muestra de su amistad le obsequió un cuadro-medalla que este último recibiera de parte de los principales hombres del Partido Radical en homenaje a su consagración como Presidente de la Nación.
El matrimonio Gómez Cornet tuvo seis hijos: Ramón Gómez Cornet, uno de los maestros de la pintura argentina, casado con Argentina Rotondo, con descendencia (Rosario y Adelina Gómez Cornet Rotondo); Rosario Gómez Cornet, casada con Edmundo Negri, con descendencia (Rosario y Maria Elena Gómez Cornet); Arturo Gómez Cornet, quien murió soltero y sin descendencia; Manuel Gómez Cornet, casado con Justina de León Salort, con descendencia (Miguel Augusto, María Isabel y Miguel Ángel Gómez Cornet); María Elena Gómez Cornet, casada con José Marengo, con descendencia (José Alberto, María Elena, Carmen, Carlos y Miguel Marengo Gómez Cornet) y Delfina Gómez Cornet, quien murió infante.
Ramón Gómez falleció en la ciudad de Buenos Aires el 14 de abril de 1940.
Con motivo de su fallecimiento el Poder Ejecutivo Nacional decretó honores fúnebres, disponiendo que durante el día del sepelio la bandera nacional permaneciera a media asta en señal de duelo, en todos los edificios públicos, buques de la armada y fortalezas.[cita requerida] Sus restos fueron inhumados en el mausoleo familiar del Cementerio de la Recoleta previa misa de cuerpo presente en la Iglesia del Pilar de la Ciudad de Buenos Aires. Al acto asistió numerosa concurrencia y delegaciones designadas por organismos directivos de la Unión Cívica Radical. Presidió el duelo el jefe de esa agrupación, Marcelo T. de Alvear y se hizo presente el vicepresidente de la Nación, Ramón S. Castillo. Durante el mismo hizo uso de la palabra Julio C. Borda, quien recordó la actuación de Ramón Gómez y puso de relieve las funciones públicas por él desempeñadas.